# Kreis Sárvár
Der Kreis Sárvár (ungarisch Sarvári járás) ist ein Kreis innerhalb des westungarischen Komitats Vas. Er grenzt im Westen an die Kreise Kőszeg und Szombathely, im Südwesten an den Kreis Vasvár. Im Osten trennt der Kreis Sárvár den Kreis Celldömölk vom Hauptteil des Komitats ab. Im Norden bilden die Kreise Sopron und Kapuvár (Komitat Győr-Moson-Sopron) die komitatsexterne Grenze.

## Geschichte
Im Zuge der ungarischen Verwaltungsreform ging der Kreis Anfang 2013 als Nachfolger des gleichnamigen Kleingebiets (ungarisch Sárvári kistérség) mit allen 32 Gemeinden hervor, noch verstärkt um 10 der 16 Gemeinden des Ende 2012 aufgelösten Kleingebiets Csepreg (ungarisch Csepregi kistérség). Der Gebietszuwachs für Sárvár betrug damals 83,48 Quadratkilometer (13,9 %) bzw. 3.042 Einwohner (8,6 %).

## Gemeindeübersicht
Der Kreis Sárvár hat eine durchschnittliche Gemeindegröße von 916 Einwohnern auf einer Fläche von 16,32 Quadratkilometern. Die Bevölkerungsdichte des größten Kreises mit der zweitgrößten Bevölkerungszahl liegt unter dem Komitatswert. Der Kreissitz befindet sich in der größten Stadt, Sárvár im Zentrum des Kreises gelegen.
| 42 Gemeinden       | Status   | Herkunft Kleingebiet | Einwohnerzahl | Einwohnerzahl | Einwohnerzahl | Fläche (km²) | Bevölkerungs- dichte (Ew./km²) |
| 42 Gemeinden       | Status   | Herkunft Kleingebiet | 01.10.2011    | 01.01.2013    | 01.01.2016    | 01.01.2016   | Bevölkerungs- dichte (Ew./km²) |
| ------------------ | -------- | -------------------- | ------------- | ------------- | ------------- | ------------ | ------------------------------ |
| Bejcgyertyános     | Gemeinde | Sárvár               | 441           | 449           | 441           | 31,43        | 14,0                           |
| Bő                 | Gemeinde | Csepreg              | 685           | 707           | 715           | 10,65        | 67,1                           |
| Bögöt              | Gemeinde | Sárvár               | 394           | 398           | 380           | 4,99         | 76,2                           |
| Bögöte             | Gemeinde | Sárvár               | 276           | 271           | 275           | 20,74        | 13,3                           |
| Chernelházadamonya | Gemeinde | Csepreg              | 188           | 208           | 192           | 7,85         | 24,5                           |
| Csánig             | Gemeinde | Sárvár               | 346           | 350           | 341           | 8,19         | 41,6                           |
| Csénye             | Gemeinde | Sárvár               | 710           | 699           | 693           | 19,12        | 36,2                           |
| Gérce              | Gemeinde | Sárvár               | 1.099         | 1.110         | 1.130         | 18,30        | 61,7                           |
| Gór                | Gemeinde | Csepreg              | 294           | 304           | 297           | 10,99        | 27,0                           |
| Hegyfalu           | Gemeinde | Sárvár               | 772           | 794           | 783           | 11,89        | 65,9                           |
| Hosszúpereszteg    | Gemeinde | Sárvár               | 660           | 666           | 623           | 37,00        | 16,8                           |
| Ikervár            | Gemeinde | Sárvár               | 1.801         | 1.795         | 1.775         | 35,34        | 50,2                           |
| Jákfa              | Gemeinde | Sárvár               | 490           | 504           | 504           | 20,11        | 25,1                           |
| Káld               | Gemeinde | Sárvár               | 1.099         | 1.105         | 1.046         | 42,44        | 24,6                           |
| Kenéz              | Gemeinde | Sárvár               | 263           | 276           | 267           | 7,17         | 37,2                           |
| Megyehíd           | Gemeinde | Sárvár               | 319           | 320           | 325           | 5,99         | 54,3                           |
| Meggyeskovácsi     | Gemeinde | Sárvár               | 691           | 659           | 707           | 24,64        | 28,7                           |
| Mesterháza         | Gemeinde | Csepreg              | 149           | 155           | 148           | 4,19         | 35,3                           |
| Nagygeresd         | Gemeinde | Csepreg              | 268           | 281           | 281           | 9,40         | 29,9                           |
| Nemesládony        | Gemeinde | Csepreg              | 129           | 138           | 139           | 5,67         | 24,5                           |
| Nick               | Gemeinde | Sárvár               | 486           | 484           | 484           | 11,40        | 42,5                           |
| Nyőgér             | Gemeinde | Sárvár               | 322           | 328           | 321           | 10,73        | 29,9                           |
| Ölbő               | Gemeinde | Sárvár               | 739           | 733           | 738           | 23,53        | 31,4                           |
| Pecöl              | Gemeinde | Sárvár               | 796           | 817           | 795           | 17,31        | 45,9                           |
| Porpác             | Gemeinde | Sárvár               | 141           | 135           | 130           | 6,20         | 21,0                           |
| Pósfa              | Gemeinde | Sárvár               | 263           | 266           | 265           | 5,35         | 49,5                           |
| Rábapaty           | Gemeinde | Sárvár               | 1.651         | 1.648         | 1.609         | 21,41        | 75,2                           |
| Répcelak           | Stadt    | Sárvár               | 2.575         | 2.659         | 2.632         | 13,82        | 190,4                          |
| Répceszentgyörgy   | Gemeinde | Csepreg              | 116           | 108           | 98            | 5,75         | 17,0                           |
| Sajtoskál          | Gemeinde | Csepreg              | 411           | 382           | 349           | 9,41         | 37,1                           |
| Sárvár             | Stadt    | Sárvár               | 14.777        | 14.812        | 14.797        | 64,65        | 228,9                          |
| Simaság            | Gemeinde | Csepreg              | 613           | 553           | 534           | 10,13        | 52,7                           |
| Sitke              | Gemeinde | Sárvár               | 682           | 673           | 685           | 27,20        | 25,2                           |
| Sótony             | Gemeinde | Sárvár               | 657           | 650           | 620           | 14,93        | 41,5                           |
| Szeleste           | Gemeinde | Sárvár               | 661           | 671           | 650           | 20,75        | 31,3                           |
| Tompaládony        | Gemeinde | Csepreg              | 303           | 305           | 289           | 9,44         | 30,6                           |
| Uraiújfalu         | Gemeinde | Sárvár               | 880           | 876           | 843           | 19,08        | 44,2                           |
| Vámoscsalád        | Gemeinde | Sárvár               | 286           | 289           | 280           | 11,78        | 23,8                           |
| Vásárosmiske       | Gemeinde | Sárvár               | 344           | 349           | 350           | 13,42        | 26,1                           |
| Vasegerszeg        | Gemeinde | Sárvár               | 371           | 397           | 381           | 12,72        | 30,0                           |
| Vashosszúfalu      | Gemeinde | Sárvár               | 353           | 353           | 339           | 13,92        | 24,4                           |
| Zsédeny            | Gemeinde | Sárvár               | 183           | 185           | 223           | 6,43         | 34,7                           |
| Kreis Sárvár       |          |                      | 38.684        | 38.862        | 38.474        | 685,46       | 56,1                           |